# Маньянет-и-Вивес, Иосиф
Иосиф Маньянет-и-Вивес (кат. Josep Manyanet i Vives; 7 января 1833, Тремп — 17 декабря 1901, Барселона) — святой Римско-Католической Церкви, священник.

## Биография
Иосиф Маньянет-и-Вивес родился в многодетной семье. Получил теологическое образование в городе Лерида. Был рукоположён в сан священника 9 апреля 1859 года. Работал личным секретарём епископа Иосифа Кайхала-и-Эстраде в городе Сео-де-Уржель. Также исполнял свои священнические обязанности в библиотеке местной семинарии, был администратором диоцезальной курии.
В 1864 году основал мужскую монашескую конгрегацию «Сыновья Святой Семьи» и женскую монашескую конгрегацию «Дочери-миссионерки Святой Семьи из Назарета». Занимался попечительской деятельностью различных школ, писал сочинения, посвящённые распространению почитания Святейшей Семьи.
Иосиф Маньянет-и-Вивес страдал в течение 16 лет различными тяжёлыми болезнями, которые он переносил с терпением и смирением. Иосиф Маньянет-и-Вивес умер 17 декабря 1901 года в Барселоне.

## Прославление
26 ноября 1984 года причислен к лику блаженных папой Иоанном Павлом II. 16 мая 2004 года им же причислен к лику святых.